# Rumelifeneri Kalesi

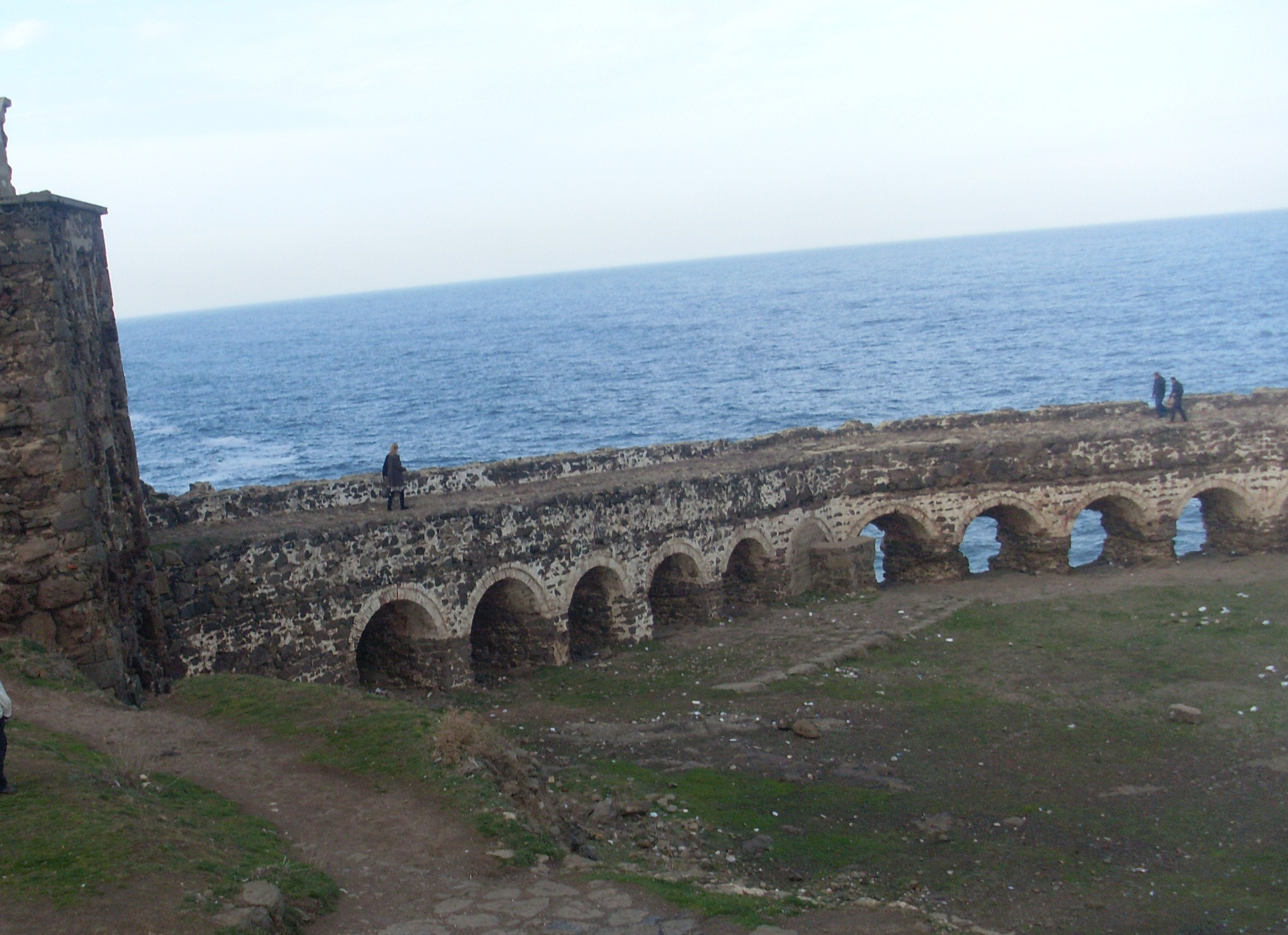
Castell Rumeli Feneri al 2014

Rumelifeneri Kalesi o Rumeli Feneri Kalesi (en turc: castell de Rumelifeneri o castell de Far de Rumeli) és un castell a la part europea d'Istanbul, Turquia, al punt més septentrional del Bòsfor. Es troba aproximadament al davant del castell de Yoros. És un castell otomà o genovès renovat pel soldà Murad IV al segle xvii, durant els temps otomans.